# Josef Warkany
Josef (ou Joseph) Warkany (Vienne, 25 mars 1902 - Cincinnati, 22 juin 1992) est un pédiatre, professeur, scientifique et artiste autrichien, connu comme le « père de la tératologie ». On lui doit notamment la découverte de la trisomie 8 ou syndrome de Warkany.

## Biographie
Né à Vienne, en Autriche, le 25 mars 1902 d'Hermine et Jacob Warkany, Josef a un frère et une sœur.
Pendant la Première Guerre mondiale, alors que son frère et son père servent dans l'armée, il étudie la médecine à l'université de Vienne et reçoit son diplôme de médecine en 1926. L'année suivante, il effectue une année d'internat à la clinique pédiatrique de l'université de Vienne sous la supervision du Dr Clemens von Pirquet, un immunologiste autrichien, avant de devenir assistant à l'hôpital mère enfant de Vienne. Il étudie le métabolisme phospho-calcique et la biochimie du bacille de Koch avec Hans Popper (en), pathologiste autrichien.
En 1932, Warkany quitte Vienne pour étudier pendant un an sous la supervision du Dr Albert Graeme Mitchell au Cincinnati's Children's Hospital Research Foundation, aux États-Unis. Durant la même année, il obtint un poste d'assistant professeur à la faculté de médecine de Cincinnati, et la gestion d'une clinique de jour d'endocrinologie, où il rencontrera Suzanne Buhlman qu'il épousera en 1937. Ensemble, ils auront 2 fils : Joseph Henry et Stephen Ford. En 1945, il est promu professeur associé puis professeur titulaire en 1953. Il travailla également en tant que pédiatre à l'hôpital pour enfant de Cincinnati.
Il décédera le 22 juin 1992 d'un accident vasculaire cérébral à l'âge de 90 ans dans l'Ohio.

## Travaux
Warkany est un des premiers chercheurs à démontrer l'existence d'un lien de causalité entre des facteurs environnementaux et des anomalies congénitales, alors que jusqu'alors de nombreux scientifiques pensaient l'embryon protégé des facteurs extérieurs par le placenta.
Durant ses premières années à Cincinnati, Warkany et sa collègue la Dr Rose Cohen Nelson montrèrent ainsi que les carences chez les femmes enceintes peuvent causer des anomalies embryonnaires. Plusieurs années auparavant, Warkany avait déjà observé dans les campagnes autrichiennes durant la Première Guerre mondiale que les femmes souffrant de carences iodées avaient souvent des enfants atteints de nanisme. Il s'en inspira et montra que les rates enceintes carencées en vitamine D donnaient naissance à des rats atteints de retard de croissance et d'anomalies de développement de membres. Il étudia par la suite le potentiel tératogénique de la vitamine A avec Elizabeth Schraffenberger et James G. Wilson.
En 1940 en Australie, Norman McAlister Gregg découvre le virus de la rubéole et son lien de causalité avec les cataractes congénitales chez les enfants, renforçant l'hypothèse de Warkany.
À Cincinnati, en 1948, Warkany et son collègue Donald Hubbard font le lien entre l'acrodynie pédiatrique, caractérisée par des extrémités érythémateuses, une perte de dentition, une hypertension artérielle, une tachycardie, une perte de cheveux, un prurit et une mort prématurée, et l'exposition au mercure. Bien que certains médecins sont réticents à accepter cette idée, le calomel est retiré des poudres pour les dents et l'incidence de l'acrodynie déclina nettement.
Durant les années 50, il continua ses recherches sur les anomalies congénitales et travailla avec the National March of Dimes in White Plains pour financer une campagne de prévention contre ces pathologies. En 1956, il fonda the Hamilton County Diagnostic Clinic for the Mentally Retarded qui deviendra plus tard le Cincinnati Center for Developmental Disorders.
Il publia plus de 200 contributions scientifiques, dont 23 avant son arrivée aux États-Unis et une centaine après sa mise à la retraite.

## Récompenses[1]
- 1964 : Modern Medicine Award for Distinguished Achievement
- 1970 : Academy of Pediatrics Howland Award
- 1972 : Charles H. Hood Foundation Award
- 1976 : American Association on Mental Deficiency Research Award
- 1979 : Procter Medal Award of Distinguished Research
- 1986 : March of Dimes Basil O'Connor Award